# Польковице
Польковице (пол. Polkowice, нем. Polkwitz) — город в Польше, входит в Нижнесилезское воеводство, Польковицкий повят. Имеет статус городско-сельской гмины. Занимает площадь 23,75 км². Население 22 290 человек (на 2005 год).

## Фотографии

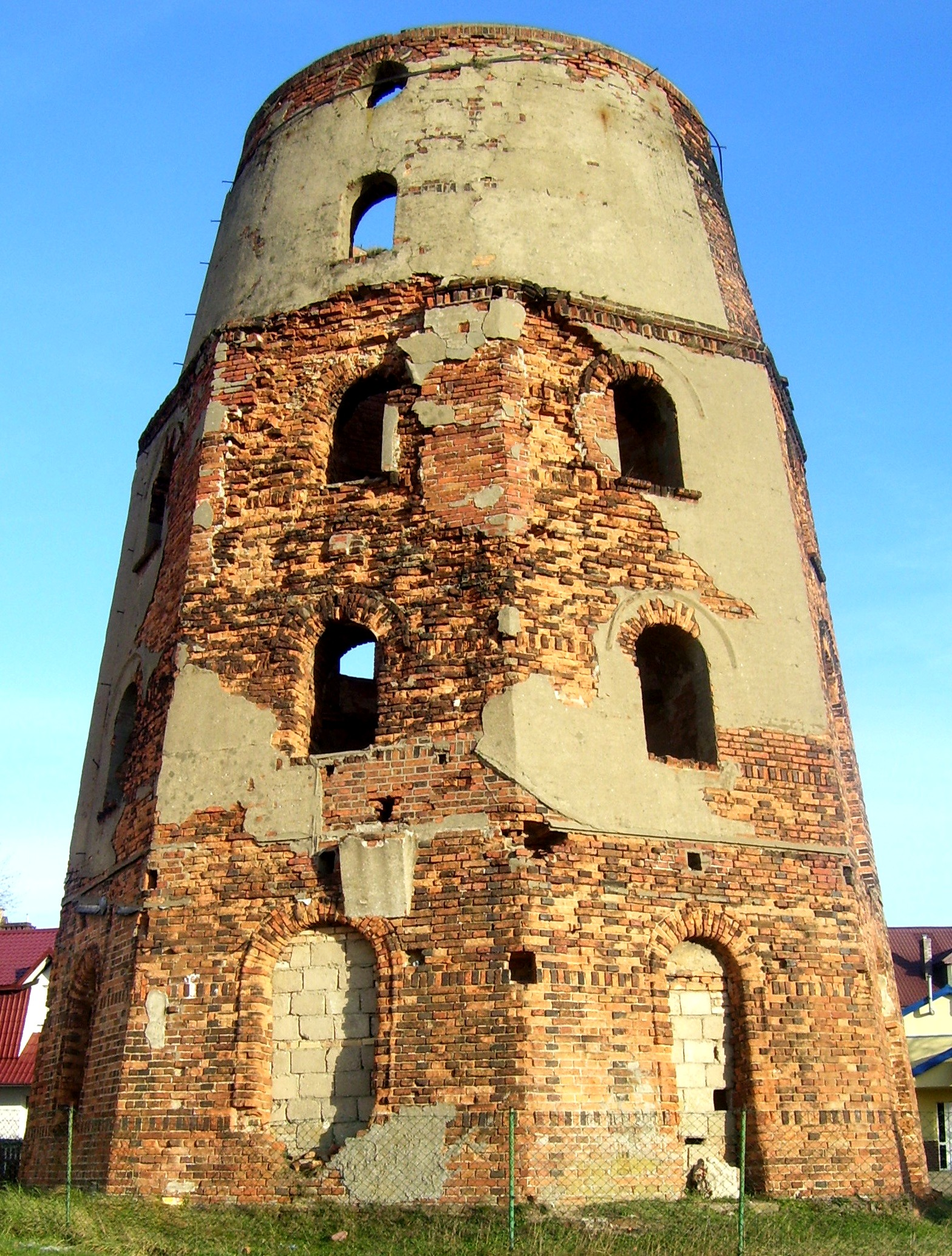
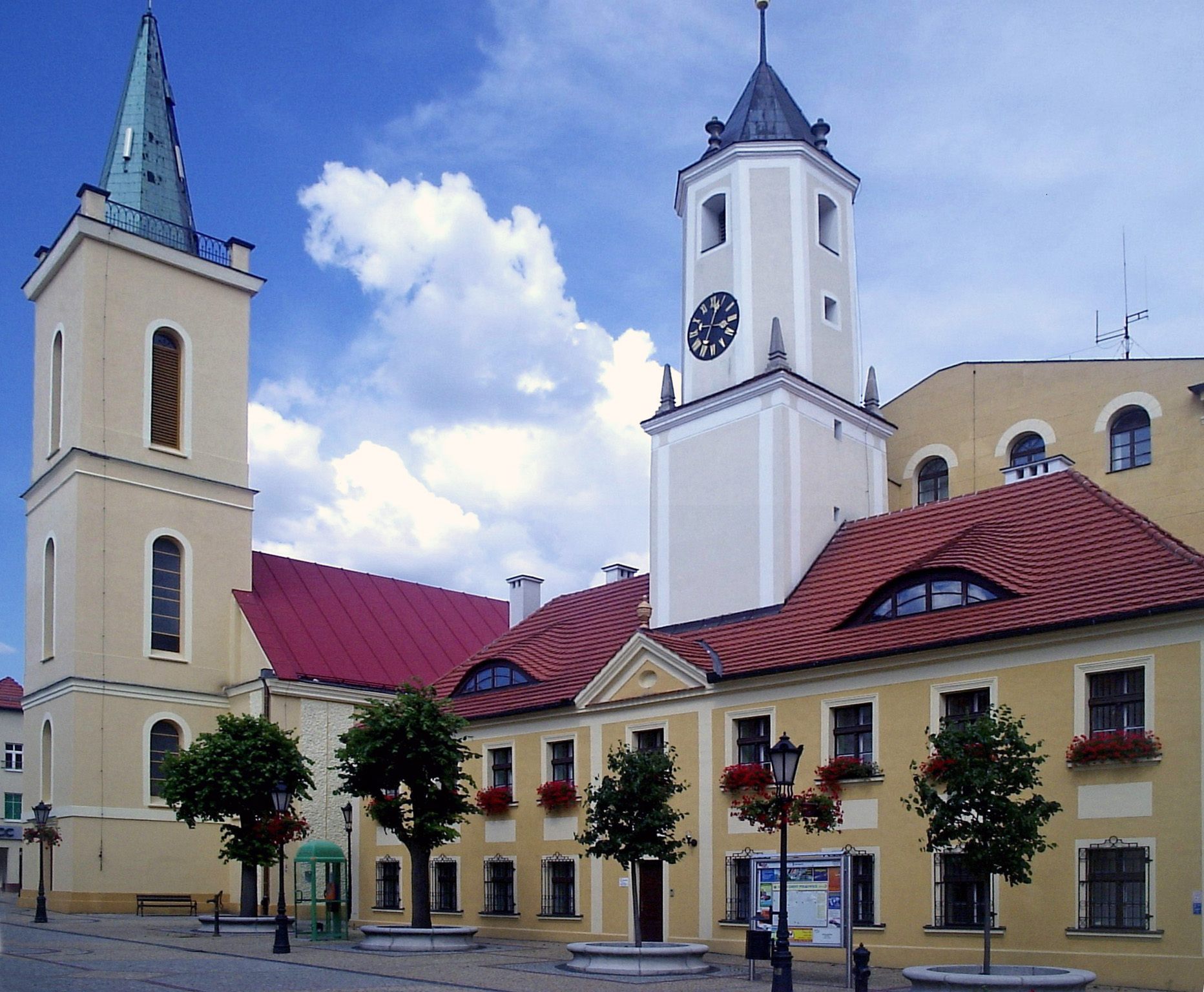
Рынок
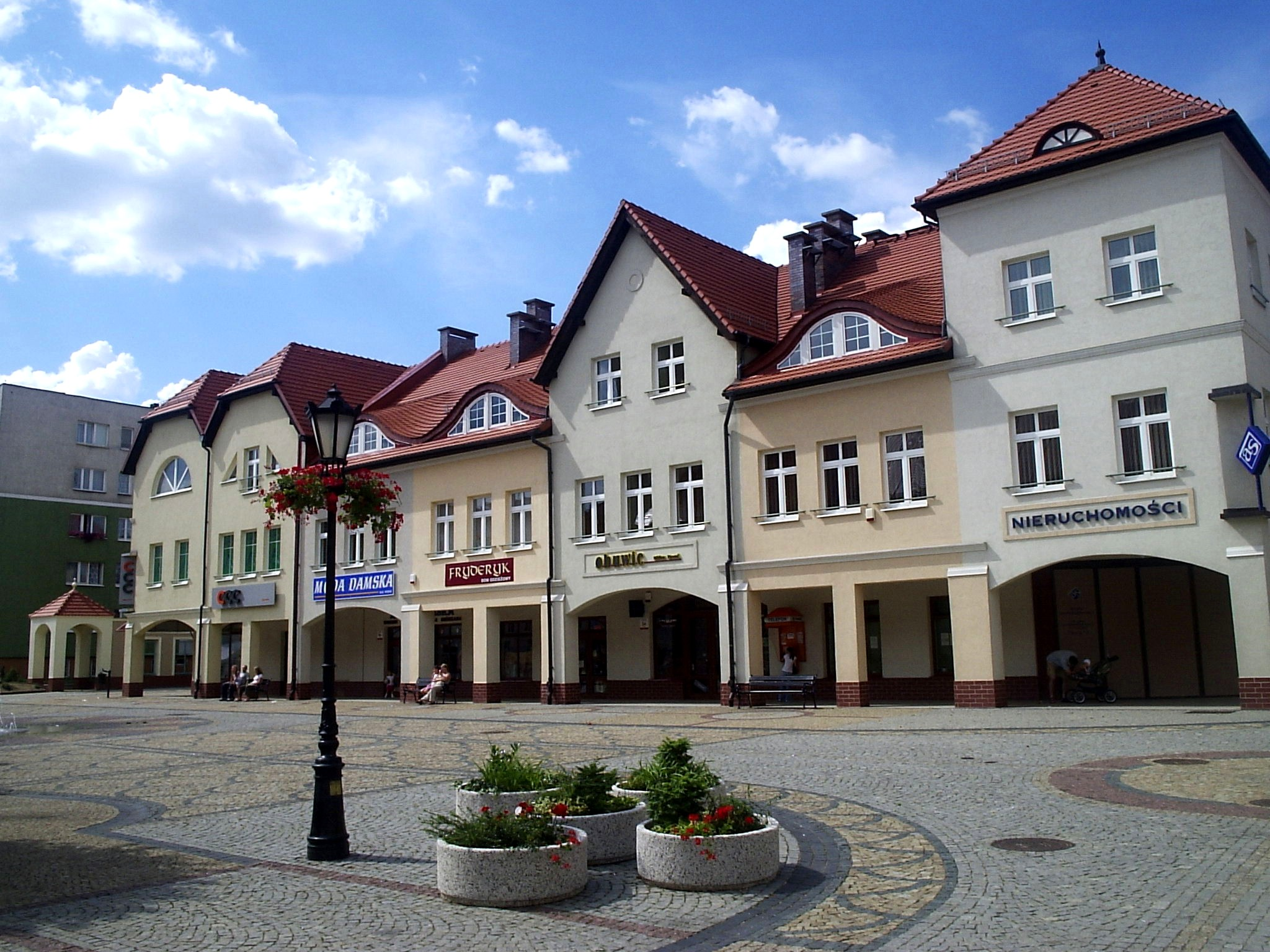
Рынок